# Куреджо
Куреджо (італ. Cureggio, п'єм. Curegg) — муніципалітет в Італії, у регіоні П'ємонт, провінція Новара.
Куреджо розташоване на відстані близько 530 км на північний захід від Рима, 95 км на північний схід від Турина, 29 км на північний захід від Новари.
Населення — 2655 осіб (2014).
Щорічний фестиваль відбувається 15 серпня. Покровитель — Богородиця Небовзята.

## Демографія
Населення за роками:

Станом на 1 січня 2023 року в муніципалітеті офіційно проживали 134 іноземці з 23 країн, серед них 26 громадян країн Євросоюзу та 32 громадяни України.

## Сусідні муніципалітети
- Бока
- Боргоманеро
- Кавалліріо
- Фонтането-д'Агонья
- Маджора